# Hypodessus dasythrix
Hypodessus dasythrix är en skalbaggsart som beskrevs av Guignot 1954. Hypodessus dasythrix ingår i släktet Hypodessus och familjen dykare. Inga underarter finns listade i Catalogue of Life.